# Klimatyzacja solarna
Klimatyzacja solarna – system klimatyzacji (chłodzenia), który wykorzystuje energię słoneczną.
Klimatyzacja solarna może być oparta na konwersji fototermicznej pasywnej, konwersji fototermicznej aktywnej i konwersji fotowoltaicznej (światło słoneczne zamieniane na energię elektryczną). Wykorzystanie energii słońca w klimatyzacji zwiększa bezpieczeństwo energetyczne poprzez ograniczenie importu surowców energetycznych oraz pozwala rozwijać innowacje technologiczne, Zielone miejsca pracy i zieloną gospodarkę. Klimatyzacja słoneczna będzie odgrywać coraz większą rolę w projektowaniu budynkach zeroenergetycznych.
Rozwój klimatyzacji solarnej zapobiega letnim black-outom energetycznym, poprzez ograniczenie wykorzystania energii elektrycznej z sieci. Klimatyzacja solarna stanowi najefektywniejsze wykorzystanie kolektora słonecznego.